# St. Ägidius (Eckersdorf)

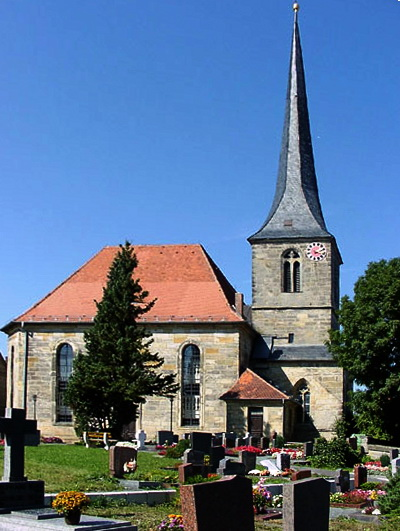
St. Ägidius

St. Ägidius ist eine nach dem heiligen Ägidius benannte evangelisch-lutherische Kirche in Eckersdorf.
Der Ursprung der Kirche war eine dem heiligen Kilian geweihte Schlosskapelle. Ihr genaues Alter lässt sich nicht feststellen. 1457 ließen die Brüder Walter und Michael Rabenstein die Kapelle renovieren und mit Fresken ausmalen. Bei einer Restaurierung in den Jahren 1983/87 konnten diese Malereien teilweise wieder freigelegt werden. Auf der Decke sind die vier Symbole der Evangelisten zu erkennen, an den Wänden ist die damals noch existierende Eckersdorfer Burg dargestellt. Dabei ist auch die Übernahme der Burg durch die Plassenberger von den Rabensteinern symbolisch festgehalten: Auf dem Burgturm ist eine heraldische Spitze als Teil des Wappensymbols der Plassenberger gesetzt, darauf breitet ein Rabe (Symbol der Rabensteiner) seine Flügel aus. Weiterhin zu erkennen sind Darstellungen der Heiligen Ägidius und Barbara.

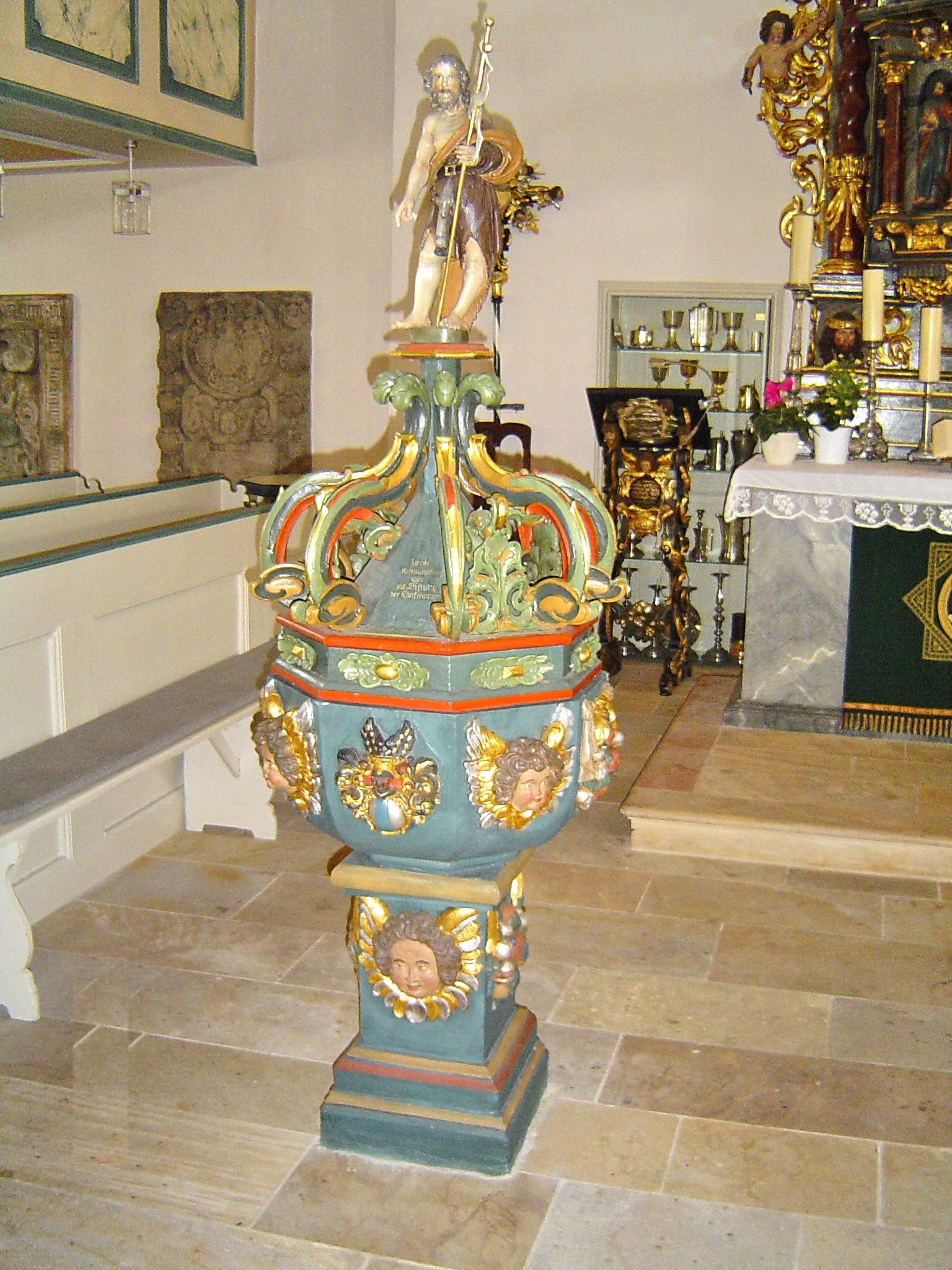
Taufstein
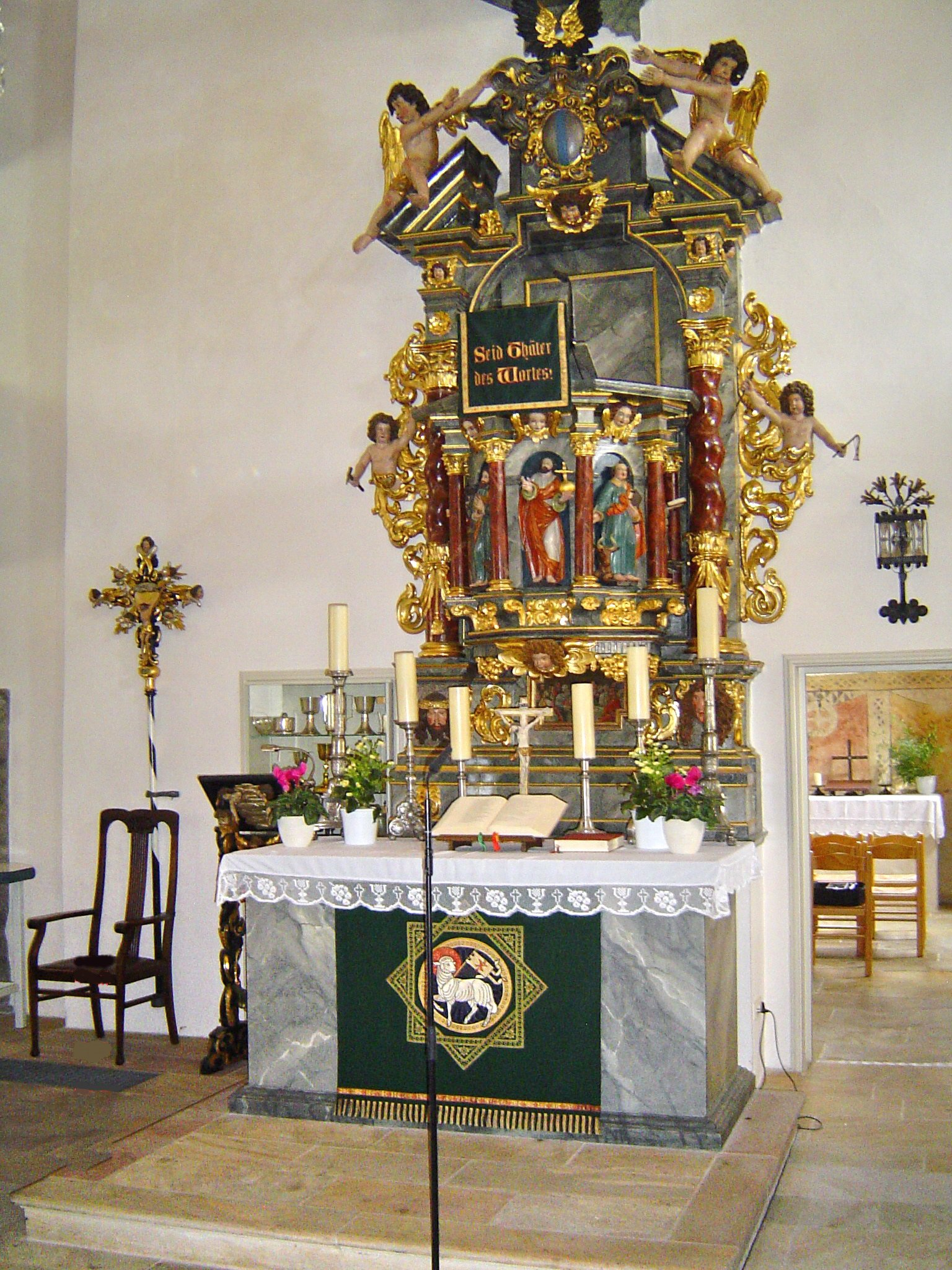
Kanzelaltar

1526 baute Lorenz von Plassenberg an die Kapelle ein Kirchenschiff an. Seit 1527 ist sie Pfarrkirche. 1673 erhielt sie einen neuen Taufstein, der erhalten ist, und 1677 eine neue Kanzel. 1695 kam ein Turmobergeschoss hinzu, das von Johann Jakob Weiß erbaut wurde. Eine grundlegende Renovierung erfolgte in den 1790er Jahren. Das Langhaus wurde von Carl Christian Riedel errichtet mit einem Emporensaalbau nach dem Bayreuther Schema. Der Stuck der Langhausdecke stammt von Rudolf Albini.
In den Jahren 1992/93 und 2000/01 erfolgten umfassende Renovierungsarbeiten.
Am 1. April 2009 wurden die ehemals eigenständigen Pfarreien St. Peter und Paul (Busbach) und Johannes der Täufer (Neustädtlein am Forst) in die Pfarrei St. Ägidius eingegliedert.